# Mariano Osorio

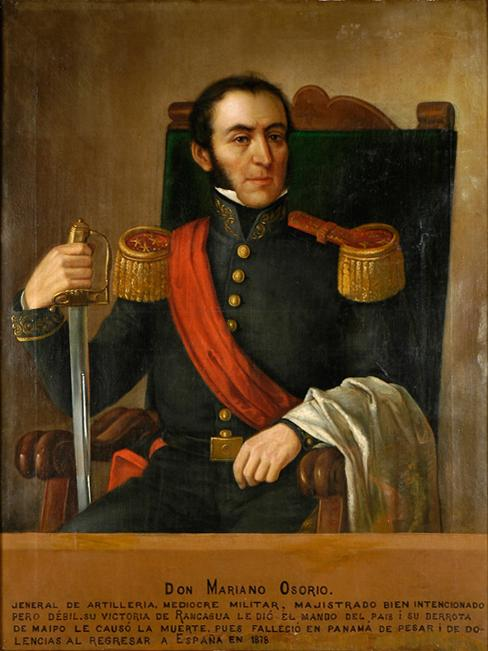
Mariano Osorio

Mariano Osorio (* 1777 in Sevilla, Spanien; † 1819 in Havanna, Kuba) war spanischer General und Gouverneur Chiles von 1814 bis 1815.

## Leben
Seine Militärkarriere begann während des Spanischen Unabhängigkeitskrieges von 1808 bis 1812 als General der Artillerie sowie als Professor für Mathematik an der Militärschule.
1812 siedelte er nach Peru über. In der Schlacht von Rancagua 1814 konnte er die Truppen der Unabhängigkeitskämpfer um Bernardo O’Higgins und José Miguel Carrera schlagen. Im gleichen Jahr wurde er als Gouverneur von Chile eingesetzt.
In Chile kehrte nun die Zeit der Reconquista ein, in der die spanische Herrschaft wiederhergestellt werden sollte. Er versuchte, Recht und Ordnung wiederherzustellen und mit militärischen Maßnahmen die Angriffe der Aufständischen zu verhindern.
1816 kehrte er nach Lima zurück, und Casimiro Marcó del Pont wurde neuer Gouverneur in Chile. Als die Spanier die Schlacht von Chacabuco verloren, kehrte er nach Chile zurück. Hier gelang ihm in der Schlacht von Cancha Rayada am 18. März 1818 sein letzter Sieg. Hierbei wurde Bernardo O’Higgins am Arm verletzt.
Die Schlacht von Maipú verlor er, und dies bedeutete praktisch das Ende der spanischen Herrschaft in fast ganz Chile, außer auf der Insel Chiloé und in der Stadt Valdivia.
Osorio zog sich nach Kuba zurück, wo er 1819 starb.